# 아름답고 착하게
《아름답고 착하게》는 1982년 10월 16일에 방영된 TV문학관이다.

## 출연
- 안정훈
- 이윤정
- 심동훈
- 주덕호
- 최호창
- 안옥희
- 강민호
- 김동훈
- 김진해
- 사미자
- 김미숙
- 박용식
- 김을동
- 황범식
- 장학수
- 김해권
- 최용순
- 안성호
- 박태서
- 김경하
- 최은숙
- 임영식
- 이진희